# 대성산유원지
대성산유원지(大城山遊園地)는 조선민주주의인민공화국 평양시에 위치한 유원지이다. 1977년에 완공되었다.총 면적은 약 180,000㎡이며, 16개의 놀이기구가 준비되어있다.